# ヤマハ・FZ400R

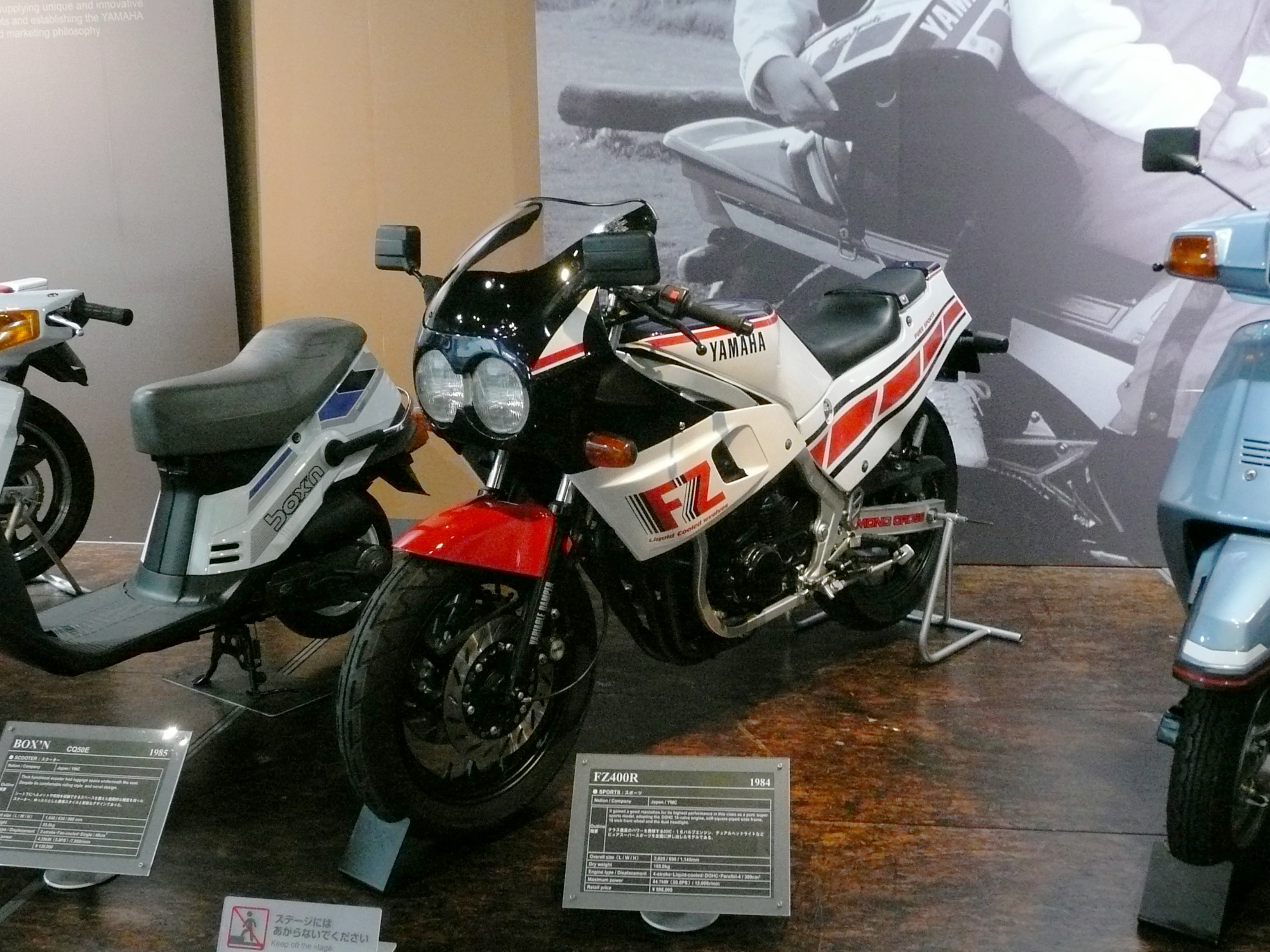
FZ400R（初代）

ヤマハ・FZ400R（エフゼットよんひゃくアール）は、XJ400ZをベースとしたF3ワークスレーシングマシンFZRの、本格的なレーサーレプリカとして、ヤマハ発動機が発売したオートバイ。
XJ400Zの水冷エンジンをベースに、クラス最高の59馬力を発生するエンジンを、スチール製角パイプフレームに搭載。フロント16×リア18インチのクイックなハンドリングで、峠道やサーキットで大人気を誇り、1986年に同車をより発展させたFZR400が発売された後も、継続して販売される息の長さを見せた。
姉妹車にネイキッド版のFZ400Nもある。1984年12月発売。鉄製のセパレート式UPハンドルの採用、シリンダーヘッド及び、クランクケースの金色塗装などが装飾される。ソリッドカラーの2タイプ。
このネイキッド版は、アップハンドル化などの仕様で、基本性能の優れた車両である評価が高かった為か、自動車教習所の教習車（1984～1986：FZ400K ストーミーレッドorレジナブルー / 1987～FZ400R-L ニューヤマハブラック）としても積極的に利用される。Rモデルとの違いは、カウルレス（初期(K)：フレームマウントの角型ヘッドライトモデル / 後期(R-L)：ハンドルマウントの角型ヘッドライトモデル）、ハンドルマウント方法、パイプ製ワイドハンドル、鉄製ステッププレート、キャスター角、オイルシール類、確認用灯火類含む各種配線類、バッテリー充電用外部端子(シートカウル横)、メインスタンドの追加などである。

## 遍歴
初代
1984年5月発売。カラーは、いわゆるデイトナカラーと呼ばれる、紺(コスミックブルー)・白(シルキーホワイト)ツートンに赤のストロボラインの一種類のみ。4-2-1集合マフラーは、ノーマルにしては、低く重低音が響き、高回転時の甲高い音とともに、「排気音が非常に良い」と評された。丸目2灯のヘッドライトが収まるハーフカウルがフレームマウントされており、その造形の美しさの評価も高い。造形は当時ヤマハ発動機のオートバイデザインを担当していたGK Dynamics（GK ダイナミックス）が行った。
1985年、赤黒カラー(ニューヤマハブラック/ストーミーレッド)及び、カウルレスのFZ400N(ストーミーレッド：レジナブルー)を発売。
2代目
1986年3月、エアロミラーの採用に伴うミラー取付フレーム形状変更やアルミ製ハンドル(小UP)、ホイールのホワイト塗装、ヒンジで90度上がるエアプレーンタイプのフューエルキャップなどの変更。また、青白(シルキーホワイト/フレンチブルー)の新色を追加。※初期型と同色（紺・白/赤ストロボType）共々、ナックルガードのデカールデザイン及び、センターカウルFZ文字のデザインも変更。また。集合マフラーのサイレンサー部分をアルミで巻く装飾がなされ内部も見直し。ノーマルでもやや音量・音質ともに野性的との声が大きかった初代のマフラーが、一部から批判されたことからか、初期型に比べ、やや大人しめの排気音となる。
3代目
1987年10月、フルフェアリング及びシングルシートカバー（初期型～2型はメーカーオプション）を標準装備。紺・白はシートカウル（ストロボライン）のデザインを変更。追加カラーは、ニューヤマハブラック（黒とガンメタリックのツートンにゴールド/ホワイトのライン）。諸元に大きな変更はない。(2型同)